# Лотті Венн
Лотті Венн (англ. Lottie Venne; 28 травня 1852 — 16 липня 1928) — британська комедіантка, акторка та співачка вікторіанської та едвардіанської епох, її театральна кар'єра охоплює п'ять десятиліть. Театральну кар'єру почала з ролей у музичному бурлеску, а потім зосередилась на ролях у фарсі та комедіях. З'являлася в кількох роботах Френсіса Коулі Бернанда та Вільяма Швенка Ґілберта, часто грала з Чарльзом Готрі.

## Біографія
При народженні її назвали Ганна Шарлотта Венн. 1867 року вперше вийшла на сцену як професійна акторка у ролі міс Шарбонель у «Мрії у Венеції» в лондонській «Галереї ілюстрації». Протягом двох років гастролювала провінціями. Частину цього періоду працювала на гастрольну компанію капітана Діснея Робака, де познайомилася зі своїм майбутнім чоловіком Волтером Генрі Фішером. 1870 року у Лондоні зіграла Сьюзен Пайпер у комедії Чарльза Метьюза «Бик у китайському магазині» в театрі «Геймаркет». У тому ж театрі з'явилася у ролі Джеміми у «Сільській фелісіті» Джона Болдуіна Бакстоуна. На початку 1870-х років виконала багато ролей у музичних бурлесках, як-от Амур в «Аталанті» Френсіса Талфурда, Джонатан Вайлд у «Маленькому Джеку Шеппарді» (1871 року під час гастролей), Франц у «Докторі Фаусті», Амур в «Іксіоні» (1873) і Церліна у «Дон Жуані» (1873 рік в театрі «Альгамбра»). 1872 року зіграла Поллі Твінкл у «Паризькому житті», а в театрі «Королівський двір» зіграла в «Крістабелі», «Зампі», «Таємниці леді Одлі» й інших.
Зіграла Зайду в п'єсі 1873 року «Щаслива земля» Вільяма Швенка Ґілберта та Гілберта Артура а Беккета в театрі «Королівський двір» разом з Фішером. Того ж року на тій же сцені з'явилася в «Грі з вогнем». 1874 року приєдналася до трупи театру «Странд», де вперше зіграла леді Констанс у «Полі золотого полотна». Залишалася в цьому театрі протягом чотирьох років, граючи у бурлесках і комедіях, як-от «Немезида» Генрі Брома Фарні, «Лу і вечірка, яка забрала міс», «Залякування», «Фламінго», «Потріскані голови» (1876, пародія на «Розбиті серця» Ґілберта) Артура Клементса та Фредеріка Гея, «Брехливий голландець», «Принцеса Тото» Гілберта та Фредеріка Клея, «Шампанське» та як позивач у «Суді присяжних» Ґілберта і Саллівана 1877 року. Також у «Странд» зіграла Пенелопу, збентежену домробітницю, у комедії Сіднея Гранді «Сніжок» і з'явилася в «Нашому клубі» та «Малюку».

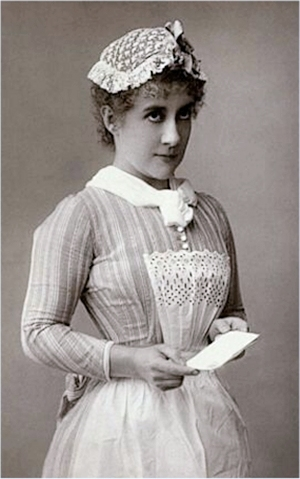
Венн, 1889 рік

Здобула популярність завдяки серії ролей у творах Френсіса Коулі Бернанда, зокрема «Дору та Диплунасі», бурлеск «Дипломатія» (у якому спародіювала Еффі Бенкрофт), «Сімейні зв'язки» та «Червоний корсар» (бурлеск із сентиментальних п'єс Робертсона). 1879 року в театрі «Роялті» зіграла Елізу у відновленні «Зоопарку» Бенджаміна Чарлза Стівенсона та Артура Саллівана. Того ж року особливо успішною стала головна роль у фарсі Бернанда «Бетсі» в театрі «Крітеріон». Потім виконувала комічні ролі, як-от Емі Джонс у «Милиці та зубочистці» Джорджа Роберта Сімса в «Роялті» (1879), а також ролі в «Молодій місис Вінтроп» і «На зміні». Зіграла головну роль у «Джейн». 1880 року виконувала роль Кітті Кларк у «Маленькій матусі» в лондонському театрі «Гейтрі».
З'явився в комедії 1881 року «З полювання» в Театрі комедії з Едвардом Г'ю Созерном. Того ж року зіграла місис Пілат Памп у фільмі «Блу і Бафф», місис Делафілд у «Відновлені» та Гвендолін Кінгфішер у «Пилу». 1882 року з'явилася як Нетті Мілсом у «Менеджері» і зіграла Мері Леджер разом із Меріон Террі та Джонстоном Форбс-Робертсоном у комедії Дж. В. Годфрі «Парвеню» в театрі «Королівський двір». У рецензії «Labor Standard» на п'єсу написали: «Венн — принцеса п'єси; її стиль чарівний, а голос чистий і милий». 1883 року зіграла Марселін у «Люретті», Флеретт у «Барб-Блю» та Пег О'Райлі у «Скляній моді» Гранді в театрі «Глобус» із Гербертом Бірбомом Трі. Серед багатьох інших ролей середині 1880-х років зіграла Агату Поскетт у «Магістраті» Артура Вінґа Пінеро (1885 у театрі «Королівський двір») й Онор у «Софії» Роберта Б'юкенена (1886; адаптація «Тома Джонса» Філдінга у театрі «Водевіль»).
1887 року зіграла Роуз у версії «Арабських ночей» фон Мозера з Чарльзом Готрі та Вільямом Сідні Пенлі. Наступного року в «Комедійному театрі» з'явилася як місис Барделл із Ратлендом Баррінгтоном й Артуром Сесілом в опереті «Піквік» Бернанда й Едварда Соломона. Баррінгтон прокоментував: «Ця велична маленька артистка володіє не тільки чарівністю, а й чудовою манерою говорити таку сумнівну фразу, яку журналісти іноді називають „гра з вогнем“; й цією силою автори іноді зловживають. Одного разу вона підійшла до мене на репетиції і сказала: „Дорогий, я не можу цього сказати“. Моя очевидна відповідь була: „Ну, Лотті, якщо ти не можеш, ніхто не зможе“». Вона також з'явилася в ролі Поллі Еклз у «Касті» Томаса Вільяма Робертсона (1889) у театрі «Крітеріон». 1890 року зіграла Перт у «Лондонській гарантії» Діона Букіко в театрі «Авеню», а потім провела два сезони в «Театрі комедії», зокрема з'являлася у виставі «Поет і маріонетки», травестії Чарльза Брукфілда на «Віяло леді Віндермір» Оскара Вайлда з Чарльзом Готрі. 1893 року отримала роль Ганни в музичній п'єсі Брукфілда та Сеймура Гікса «Під годинником» у театрі «Королівський двір», у якому також брав участь Брукфілд у ролі Шерлока Холмса та Гікс як доктор Ватсон. Того року зіграла Зулу у «Заборонених плодах» у «Водевілі».

## Подальше життя
З появою едвардіанської музичної комедії з'явилася в успішних постановках Джорджа Едвардса як леді Вірджинія Форрест у «Веселій дівчині» (1893), як мадам Амелія у «Моделі для художника» (1895) та леді Сент-Мелорі у «Трьох маленьких служницях» (1902). 1894 року з'явилася у Бернандовс «Гомосексуальна вдова» з Готрі й Івою Мур. Після «Моделі для художника» гастролювала в компаніях Льюїса Воллера та Ліллі Ленгтрі. 1896 року повернулася до Лондона й отримала нові постійні ролі, зокрема леді Баркер в «Русалоньках» в театрі Гарріка. Грала леді Гортон у «Королівській зірці» з Віллі Едвеном (1898). Виконала роль місис Кандор у відновленні «Школи лихослів'я» 1900 року в театрі «Геймаркет».
Серед наступних ролей були Фатіма Вілсон Вест у «Пташках кохання» в театрі «Савой» і Ксенофа у «Його високості, мій чоловік» Вільяма Бузі в «Театрі комедії» з Еріком Льюїсом (1904). Зіграла роль місис Паркер-Дженнінгс в успішній виставі Сомерсета Моема «Джек Строу» 1908 року з Готрі в театрі «Водевіль». 1910 року зіграла місис Каммін в «Маленькій міс Каммін» з Марі Лор в театрі «Плейгаус», і того ж року з'явилася як місис Малапроп в «Суперниках» Річарда Брінслі Шерідана в театрі «Лірик». Наступного року, серед інших ролей, зіграла місис Гранді в «Орфеї в підпіллі» в «Театрі Його Величності». 1912 року в «Крітеріоні» була леді Джулією Вентермер у виставі «Молода людина». Мала щільний графік до кінця Першої світової війни та у повоєнні роки.
1917 року знялася у фільмі «Маски та обличчя». Серед пізніших виступів на сцені — роль місис Шаттлворт з Чарльзом Готрі та Гледіс Купер у «Дім і краса» Моема 1919 року в театрі «Плейгаус». Того року також зіграла Мері Ноул у комедії Алана Александера Мілна «Століття романтизму» в «Театрі комедії». Зіграла леді Кетрін у «Колі» в театрі «Геймаркет». Повторила свою роль у постановці «Джек Строу» (1923) і з'явилася у «Заявнику» (1924). Наступного року з'явилася в «Лайонелі та Клариссі» у театрі «Лірік» у Гаммерсміті, у 30 вересня 1927 року завершила кар'єру.
Протягом кар'єри з'явилася у більш ніж 200 ролях. 13 листопада 1925 року театральна спільнота вшанувала її на ювілейному денному спектаклі. З цієї нагоди Джеймс Баррі представив сцени з нової п'єси «Приєднаємося до жінок?» з Діоном Букіко-молодшим, Гвен Ффрангкон Девіс, Рональдом Сквайром, Марі Лор, Джонстоном Форбсом-Робертсоном, Гледіс Купер, Джеральдом дю Мор'є й іншими у головних ролях. Серед інших, хто брав участь у святкуванні, були Сонні Гейл, Генрі Ейнлі, Джек Халберт, Сесілі Кортнідж, Марі Темпест, Медж Кендал та Джордж Гроссміт-молодший.
Вийшла заміж за актора Волтера Фішера, з яким виступала на початку своєї кар'єри під час гастролей у «Щасливі землі» та «Суді присяжних». Виховали двох дітей, які стали акторами, син Ей Джей Фішер і донька Одрі Фішер.
1928 року померла в лондонському будинку престарілих у 76 років. У некролозі «Таймс» зазначалося, що її «тямуща усмішка, посмішка, які були тільки її, зробили її особистістю, до якої ставилися зі справжньою прихильністю протягом її довгої [кар'єри]».